# Diócesis de São Luiz de Cáceres
La diócesis de São Luiz de Cáceres (en latín: Sancti Aloisii de Caceres y en portugués: Diocese de São Luiz de Cáceres) es una circunscripción eclesiástica latina de la Iglesia católica en Brasil, sufragánea de la arquidiócesis de Cuiabá. La diócesis tiene al obispo Jacy Diniz Rocha como su ordinario desde el 10 de mayo de 2017. 

## Territorio y organización

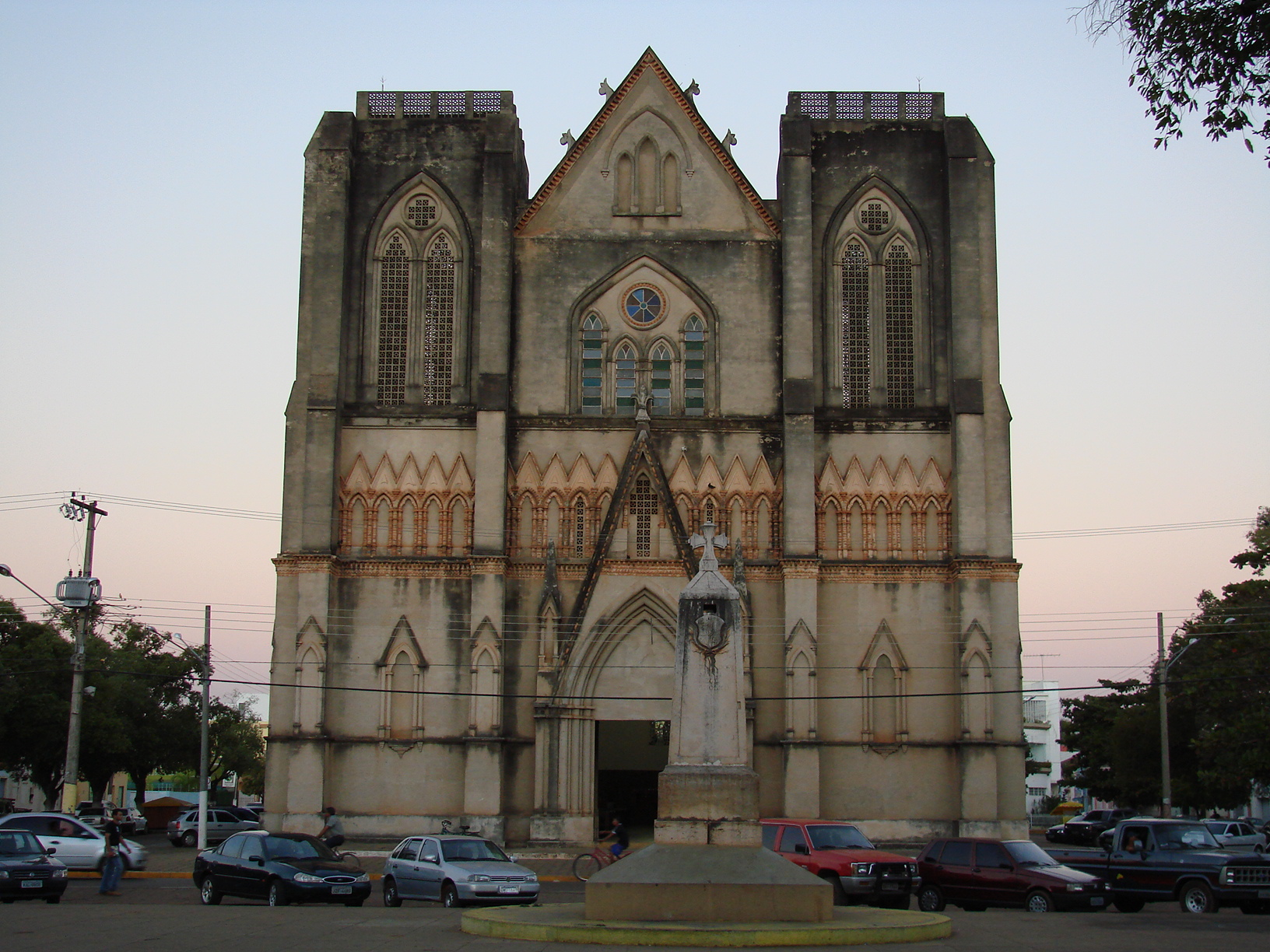
Catedral de São Luís, de la Diócesis de São Luís de Cáceres-MT.

La diócesis tiene 135 969 km² y extiende su jurisdicción sobre los fieles católicos de rito latino residentes en 26 municipios del estado de Mato Grosso: Araputanga, Barra do Bugres, Cáceres, Campos de Júlio, Comodoro, Conquista d'Oeste, Curvelândia, Figueirópolis d'Oeste, Glória d'Oeste, Indiavaí, Jauru, Lambari d'Oeste, Nossa Senhora do Livramento, Mirassol d'Oeste, Nova Lacerda, Nova Olímpia, Poconé, Pontes e Lacerda, Porto Esperidião, Porto Estrela, Reserva do Cabaçal, Rio Branco, São José dos Quatro Marcos, Salto do Céu, Vale de São Domingos y Vila Bela da Santíssima Trindade.
La sede de la diócesis se encuentra en la ciudad de Cáceres, en donde se halla la Catedral de San Luis de Francia.
En 2020 en la diócesis existían 25 parroquias.

## Historia
La diócesis fue erigida el 5 de abril de 1910 con la bula Novas constituere del papa Pío X, obteniendo el territorio de la arquidiócesis de Cuiabá.
El 1 de mayo de 1925 cedió una parte de su territorio para la erección de la prelatura territorial de Porto Velho (hoy arquidiócesis de Porto Velho) mediante la bula Inter Nostri del papa Pío XI.
El 1 de marzo de 1929 cedió otra parte de su territorio para la erección de la prelatura territorial de Guajará-Mirim (hoy diócesis de Guajará-Mirim) mediante la bula Animarum cura del papa Pío XI.

## Estadísticas
De acuerdo al Anuario Pontificio 2021 la diócesis tenía a fines de 2020 un total de 295 111 fieles bautizados.
| Año                                                                             | Población            | Población | Población      | Sacerdotes | Sacerdotes    | Sacerdotes    | Bautizados por sacerdote | Diáconos permanentes | Religiosos | Religiosos | Parroquias |
| Año                                                                             | Bautizados católicos | Total     | % de católicos | Total      | Clero secular | Clero regular | Bautizados por sacerdote | Diáconos permanentes | Varones    | Mujeres    | Parroquias |
| ------------------------------------------------------------------------------- | -------------------- | --------- | -------------- | ---------- | ------------- | ------------- | ------------------------ | -------------------- | ---------- | ---------- | ---------- |
| 1950                                                                            | 42 000               | 47 300    | 88.8           | 8          | 1             | 7             | 5250                     |                      | 7          | 15         | 4          |
| 1966                                                                            | 100 000              | 105 000   | 95.2           | 8          | 1             | 7             | 12 500                   |                      | 11         | 33         | 4          |
| 1970                                                                            | 125 000              | 130 000   | 96.2           | 9          | 1             | 8             | 13 888                   |                      | 14         | 33         | 4          |
| 1976                                                                            | 176 000              | 195 000   | 90.3           | 13         | 6             | 7             | 13 538                   |                      | 12         | 52         | 9          |
| 1980                                                                            | 176 000              | 198 000   | 88.9           | 15         | 9             | 6             | 11 733                   |                      | 12         | 79         | 9          |
| 1990                                                                            | 233 000              | 254 000   | 91.7           | 25         | 20            | 5             | 9320                     |                      | 10         | 92         | 16         |
| 1999                                                                            | 314 000              | 400 000   | 78.5           | 28         | 19            | 9             | 11 214                   |                      | 16         | 50         | 18         |
| 2000                                                                            | 318 000              | 415 000   | 76.6           | 27         | 19            | 8             | 11 777                   |                      | 15         | 47         | 18         |
| 2001                                                                            | 318 000              | 415 000   | 76.6           | 27         | 17            | 10            | 11 777                   |                      | 18         | 47         | 18         |
| 2002                                                                            | 316 000              | 400 000   | 79.0           | 30         | 20            | 10            | 10 533                   |                      | 18         | 47         | 18         |
| 2003                                                                            | 317 000              | 400 000   | 79.3           | 27         | 18            | 9             | 11 740                   | 1                    | 17         | 47         | 18         |
| 2004                                                                            | 318 000              | 400 000   | 79.5           | 29         | 19            | 10            | 10 965                   |                      | 16         | 47         | 19         |
| 2010                                                                            | 334 000              | 428 000   | 78.0           | 39         | 27            | 12            | 8564                     |                      | 18         | 50         | 21         |
| 2014                                                                            | 351 000              | 449 000   | 78.2           | 42         | 25            | 17            | 8357                     | 1                    | 23         | 52         | 23         |
| 2017                                                                            | 359 980              | 460 950   | 78.1           | 44         | 23            | 21            | 8181                     | 2                    | 27         | 37         | 25         |
| 2020                                                                            | 295 111              | 417 827   | 70.6           | 43         | 29            | 14            | 6863                     | 2                    | 21         | 30         | 25         |
| Fuente: Catholic-Hierarchy, que a su vez toma los datos del Anuario Pontificio. |                      |           |                |            |               |               |                          |                      |            |            |            |

## Episcopologio
- Modesto Augusto Vieira † (12 de mayo de 1911-12 de enero de 1914 nombrado obispo auxiliar de Mariana[5])
- Louis Marie Galibert, T.O.R. † (13 de marzo de 1915-27 abril de 1954 renunció[6])
- Máximo André Biennès, T.O.R. † (3 de noviembre de 1967-24 de julio de 1991 renunció)
- Paulo Antônio de Conto (24 de julio de 1991-27 de mayo de 1998 nombrado obispo de Criciúma)
- José Vieira de Lima, T.O.R. (11 de noviembre de 1998-23 de julio de 2008 retirado)
- Antônio Emídio Vilar, S.D.B. (23 de julio de 2008-28 de septiembre de 2016 nombrado obispo de São João da Boa Vista)
- Jacy Diniz Rocha, desde el 10 de mayo de 2017